# Jean-Baptiste Pajot
Pour les articles homonymes, voir Pajot.
 (août 2019).
Si vous disposez d'ouvrages ou d'articles de référence ou si vous connaissez des sites web de qualité traitant du thème abordé ici, merci de compléter l'article en donnant les références utiles à sa vérifiabilité et en les liant à la section « Notes et références ».
Jean-Baptiste Pajot (24 janvier 1772 à Saint-Denis - 13 août 1849) était magistrat à la cour royale de Bourbon Saint-Denis (La Réunion). 

## Biographie
Jean-Baptiste Pajot est député à l’assemblée coloniale en 1799 sous la révolution française, juge de la cour d’appel en 1810, premier président honoraire de la cour royale de Bourbon. Il devient second président du Conseil supérieur de la colonie.
Il meurt brutalement le 13 août 1849.

### Famille
Cinquième enfant de Jean Joseph Pajot et de Marie-Anne Ursule Lagourgue, mariés le 10 janvier 1764 à Saint-Denis, Jean Pajot est originaire de Nozeroy (Jura). Arrivé à l'Île Bourbon en janvier 1753, il y occupe les fonctions de substitut du procureur du roi en 1769.
Il a 13 enfants dont 3 sont mariés avec des enfants d’Henri Panon Desbassyns.

## Décoration
Chevalier de la Légion d’Honneur en 1842.